# Quinn (Dacota do Sul)
Quinn é uma cidade  localizada no estado norte-americano de Dacota do Sul, no Condado de Pennington.

## Demografia
Segundo o censo norte-americano de 2000, a sua população era de 44 habitantes.
Em 2006, foi estimada uma população de 45, um aumento de 1 (2.3%).

## Geografia
De acordo com o United States Census Bureau tem uma área de
2,5 km², dos quais 2,5 km² cobertos por terra e 0,0 km² cobertos por água.

## Localidades na vizinhança
O diagrama seguinte representa as localidades num raio de 36 km ao redor de Quinn.